# أوتيس (مصارع)
أوتيس (مواليد 21 ديسمبر 1991) هو مصارع محترف أمريكي ،يعمل حالياً في دبليو دبليو إي حيث يصارع في عرض سماكداون.

## وصلات خارجية
- أوتيس (مصارع) على موقع قاعدة بيانات المصارعة الدولية (الإنجليزية)
- أوتيس (مصارع) على موقع دبليو دبليو إي (الإنجليزية)
- أوتيس (مصارع) على موقع WrestlingData.com (الإنجليزية)
- أوتيس (مصارع) على موقع CageMatch worker (الإنجليزية)
- أوتيس (مصارع) على موقع قاعدة بيانات المصارعة على الإنترنت (الإنجليزية)
- أوتيس (مصارع) على موقع عالم المصارعة على الإنترنت (الإنجليزية)
- أوتيس (مصارع) على موقع عالم المصارعة على الإنترنت (الإنجليزية)